# Jungfrudammen
Jungfrudammen är en sjö i Katrineholms kommun i Södermanland och ingår i Nyköpingsåns huvudavrinningsområde. Sjön har en area på 0,0522 kvadratkilometer och ligger 42,4 meter över havet.

## Delavrinningsområde
Jungfrudammen ingår i det delavrinningsområde (653723-150630) som SMHI kallar för Utloppet av Tisnaren. Medelhöjden är 54 meter över havet och ytan är 129,1 kvadratkilometer. Räknas de 33 avrinningsområdena uppströms in blir den ackumulerade arean 711,13 kvadratkilometer. Bokvarnsån (Svarttorpsån) som avvattnar avrinningsområdet har biflödesordning 2, vilket innebär att vattnet flödar genom totalt 2 vattendrag innan det når havet efter 85 kilometer. Avrinningsområdet består mestadels av skog (48 procent) och jordbruk (10 procent). Avrinningsområdet har 40,14 kvadratkilometer vattenytor vilket ger det en sjöprocent på 31,1 procent.